# Adrian Sauer
Adrian Sauer (* 1976 in Ost-Berlin) ist ein zeitgenössischer deutscher Fotograf. 

## Leben
Sein Vater ist der Chemiker Joachim Sauer, der seit 1998 mit der ehemaligen  Bundeskanzlerin Angela Merkel verheiratet ist. 1997 bis 2003 studierte er Fotografie an der Hochschule für Grafik und Buchkunst Leipzig. 2004 gründete er mit Kollegen die bis 2007 bestehende Produzentengalerie Amerika in Berlin. Er wird von der Galerie Klemm’s in Berlin vertreten. Sauer lebt und arbeitet in Leipzig. Er ist Professor für Fotografie und generative Bildsysteme am Fachbereich Gestaltung der Hochschule Bielefeld.

## Ausstellungen (Auswahl)
- 2023: Truth Table, Sprengel Museum, Hannover.
- 2021: 2021: Adrian Sauer. Identitäten und Ideologien, DZ BANK Kunstsammlung, Frankfurt am Main
- 2019: Über die Sprachen der Fotografie – Eine Möglichkeit, Folkwang Universität der Künste, Essen
- 2016: Generika, Freunde Aktueller Kunst Zwickau
- 2014: Form und Farbe, Klemm's, Berlin
- 2014: Looking at the Window, Galería Helga de Alvear, Madrid
- 2013: Folgendes: Farben, Hochschule für bildende Künste Hamburg
- 2012: Schwarze Quadrate, Fondation entreprise d'Hermès, TH 13, Bern
- 2012: A—Z, Klemm's, Berlin
- 2011: Bilder aus Berechnung (gemeinsam mit Timm Rautert), Museum für Photographie Braunschweig[2]
- 2010: 16.777.216 Farben, Klemm's, Berlin
- 2007: Man muß sich beeilen, wenn man noch etwas sehen will, Gut Selikum, Neuss
- 2006: Photo-Trafic, bac, Genf
- 2006: Bastarde, Galerie Amerika, Berlin
- 2005: Fundament, Galerie Amerika, Berlin
- 2005: Vor aller Augen – Junge Deutsche Photographie, Goethe-Institut, Paris
- 2004: Eastory, Galerie Suzanne Tarasiève, Paris

Daneben ist Adrian Sauer regelmäßig an Gruppenausstellungen beteiligt, in den letzten Jahren unter anderem im Neuen Berliner Kunstverein, in der Galerie Eigen+Art in Leipzig, im Fotomuseum Winterthur, im Museum Folkwang in Essen, der Kunsthalle im Lipsiusbau in Dresden und der DZ Bank Kunstsammlung in Frankfurt am Main.

## Stipendien
- 2013: Deutsche Akademie Rom Casa Baldi, Olevano Romano
- 2004: Künstlerhaus Schloss Wiepersdorf
- 2006: Künstlerhaus Lukas, Ahrenshoop

## Auszeichnungen
- 2022: Spectrum – Internationaler Preis für Fotografie 2023[3]

## Publikationen

### Bücher von Adrian Sauer
- Rohbau/Atelier. Schaden, Köln 2008. ISBN 978-3-932187-66-7
- 16.777.216 Farben, 3 Bände: Farben, Arbeiten, Material. Lubok, Leipzig 2009. ISBN 978-3-941601-27-7
- Foto Arbeiten. Kerber, Bielefeld 2020. ISBN 978-3-7356-0720-1
- Truth Table. Spector Books, Leipzig 2023. ISBN 978-3-9590575-6-1

### Texte über Adrian Sauers Werk
- Florian Ebner: Verifikationen und Falsifikationen. Adrian Sauers Fragmente zum digitalen Gebrauch der Fotografie. In: Adrian Sauer: 16.777.216 Farben, Band „Material“. Lubok Verlag, Leipzig 2009, S. 19–28.
- Susanne Holschbach: Das Unheimliche im Medialen. In: Adrian Sauer: Rohbau/Atelier. Schaden, Köln 2008, S. 33–36.
- Steffen Siegel: Fotografische Detailbetrachtung: analog/digital. In: ders.: Belichtungen. Zur fotografischen Gegenwart. Wilhelm Fink Verlag, München 2014, S. 23–37.
- Steffen Siegel: Bausteine für eine künstlerische Theorie der Fotografie. Building Blocks for an Artistic Theory of Photography. In: Camera Austria International Nr. 160 (2022), S. 9–18.
- Steffen Siegel: Erscheinungsweisen. Versuch über Adrian Sauers bildnerisches Werk. Modes of Appearance. An Essay on Adrian Sauer’s Pictorial Work. In: Adrian Sauer: Truth Table. Spector Books, Leipzig 2023, S. 203–219.